# イスマエル・ドゥクレ
イスマエル・ランドリ・ドゥクレ（フランス語: Ismaël Landry Doukouré、2003年7月24日 - ）は、フランスとコートジボワールのサッカー選手。ポジションはDFもしくはMF。

## クラブ歴
2020年7月2日にヴァランシエンヌFCと3年契約を締結しプロになった。同年10月17日にリーグ・ドゥで選手初出場を記録した。
2022年1月29日にリーグ・アンのRCストラスブールに4年半契約で完全移籍した。

## 代表歴
年代別代表ではフランス代表としての出場経歴がある。
2021年に東京オリンピックに同大会最年少で出場した後、U-19代表としてUEFA U-19欧州選手権2022に出場した。

## 人物
フランス生まれであるが、血筋はコートジボワールに持っている。